# En god dag at dø
En god dag at dø (Little Big Man) er en amerikansk drama- og westernfilm fra 1970, instrueret af Arthur Penn og med Dustin Hoffman i hovedrollen.

## Handling
Den 121-årige Jack Crabb (Hoffman) ser tilbage på sit rige liv som deltager i de fleste hændelser og myter i det vilde vesten.
Filmen begynder med, at han bliver reddet af Cheyenne-indianerne som 10-årig, efter at Pawnee-indianere har dræbt hans forældre. Han bliver hos indianerne indtil han som voksen vender tilbage til de hvides verden, hvor han forsøger sig med forskellige former for arbejde, så som medicinsælger, handelsmand og cowboy. Efterfølgende kommer han i hæren og deltager i et angreb mod Cheyenne-lejren, men bliver rasende da soldaterne dræber kvinder og børn. Da General Custer mange år senere dræber hans hustru og barn, bestemmer han sig for at hævne dem, og som spejder for hæren leder han dem i en fælde ved 
Little Bighorn.
Filmen er en blanding af historiske fakta og fiktion.

## Om filmen
Dan George blev nomineret til en Oscar (for bedste mandlige birolle). Desuden fik filmen flere nomieringer til Golden Globes- og BAFTA-priser. I årene 1970-71 vandt den flere mindre, internationale priser.

## Rollebesætning (udvalg)
- Dustin Hoffman – Jack Crabb
- Faye Dunaway – Mrs. Louise Pendrake
- Chief Dan George – Old Lodge Skins
- Martin Balsam – Mr. Merriweather
- Richard Mulligan – General Custer
- Jeff Corey – Wild Bill Hickok
- Amy Eccles – Sunshine

## Eksterne Henvisninger
- En god dag at dø på Internet Movie Database (engelsk)
- En god dag at dø på Filmdatabasen
- En god dag at dø på Scope
- En god dag at dø i Svensk Filmdatabas (svensk)
- En god dag at dø på AlloCiné (fransk)
- En god dag at dø på MovieMeter (nederlandsk)
- En god dag at dø på AllMovie (engelsk)
- En god dag at dø hos American Film Institute (engelsk)
- En god dag at døs profil hos Encyclopædia Britannica Online (engelsk)
- En god dag at dø på Turner Classic Movies (engelsk)